# Агкацев Володимир Михайлович
Володимир Михайлович Агкацев (нар. 25 квітня 1911, село Майрамадаг, тепер Алагирського району Північної Осетії, Російська Федерація — 26 квітня 2000, місто Москва) — радянський партійний діяч, 1-й секретар Північно-Осетинського обласного комітету КПРС. Член Центральної Ревізійної Комісії КПРС у 1956—1961 роках. Депутат Верховної Ради СРСР 4—5-го скликань.

## Життєпис
Народився в селянській родині.
У 1932 році закінчив Північно-Осетинську радянсько-партійну школу.
З 1932 року працював головою сільської ради, завідувачем відділу районного комітету ВЛКСМ Північно-Осетинської автономної області.
Член ВКП(б) з 1937 року.
У 1938 році закінчив партійно-радянське відділення Грозненського комуністичного університету.
У 1938—1942 роках — помічник 1-го секретаря Північно-Осетинського обласного комітету ВКП(б); завідувач Особливого сектора Північно-Осетинського обласного комітету ВКП(б); завідувач сільськогосподарського відділу Північно-Осетинського обласного комітету ВКП(б).
У 1942—1943 роках — начальник господарського відділу Управління НКВС СРСР по Північно-Осетинській АРСР.
У травні 1943 — червні 1944 року — заступник голови Ради народних комісарів Північно-Осетинської АРСР із тваринництва.
У червні 1944 — 1946 року — 3-й секретар Північно-Осетинського обласного комітету ВКП(б).
У 1946—1949 роках — слухач Вищої партійної школи при ЦК ВКП(б).
У жовтні 1949 — березні 1951 року — інструктор ЦК ВКП(б).
У березні 1951 — червні 1952 року — завідувач сектора відділу партійних, профспілкових і комсомольських органів ЦК ВКП(б).
У червні 1952 — листопаді 1953 року — інспектор ЦК ВКП(б) (КПРС).
У листопаді 1953 — 5 серпня 1961 року — 1-й секретар Північно-Осетинського обласного комітету КПРС.
У серпні 1961—1963 роках — інспектор ЦК КПРС.
У 1963—1973 роках — головний інспектор Комітету народного контролю СРСР.
З 1973 року — персональний пенсіонер у Москві.
Помер 26 квітня 2000 року. Похований в Москві на Троєкуровському цвинтарі.

## Нагороди
- два ордени Трудового Червоного Прапора
- медаль «За оборону Кавказу»
- медаль «За перемогу над Німеччиною у Великій Вітчизняній війні 1941—1945 рр.»
- медаль «За доблесну працю у Великій Вітчизняній війні 1941—1945 рр.»
- медаль «За трудову доблесть»
- медалі
- Почесна грамота Президії Верховної ради Російської РФСР